# Wir 3
Wir 3 – istniejący w latach 2007-2010 zespół muzyczny wykonujący dziecięco-młodzieżową muzykę rozrywkową. W skład tria wchodziły Lina Sasnauskaite, Linda Hesse i Vera Huebner. Grupa ta była niemieckim odpowiednikiem do tej równolegle działającej (i istniejącej do tej pory) grupy K3 w Belgii i Holandii oraz powstałego nieco później My3 w Polsce.
W latach 2008–2010 telewizja Super RTL emitowała program telewizyjny pt. Die Welt von Wir 3, który prowadziły wokalistki grupy.
Bazując na sukcesie K3 w krajach takich jak Holandia i Belgia, w 2007 Studio 100 postanowiło stworzyć podobny zespół do niego za granicą. Ostatecznie wybrano Niemcy jako miejsce pochodzenia nowego zespołu ze względu na podobieństwa między językami niemieckim i niderlandzkim. Zespół skupiał się głównie na tłumaczeniu piosenek zespołu  K3 na język niemiecki. Projekt zdołał się utrzymać 3 lata i został rozwiązany w 2010 roku. Na bazie doświadczenia między innymi tego zespołu (jak i przede wszystkim wspomnianego K3) nieco później powstało w Polsce działające na podobnej, lecz nieco zmodyfikowanej zasadzie trio My3, którego to nazwa po przetłumaczeniu z języka niemieckiego pochodzi od jego poprzedników z sąsiedniego kraju.

## Dyskografia

### Albumy studyjne
- Wir 3 (2008)
- Regenbogenbunt (2009)

### Single
- 2007 – „Heyah Mama”
- 2007 – „Kuma He”
- 2007 – „Teleromeo”
- 2008 – „Omi ist der Hit”
- 2008 – „Liebeskapitän”
- 2009 – „Regenbogenbunt”

## Linki źródłowe
- (Niemiecki)
- (Niemiecki)
- (Niemiecki)
- (Niemiecki)
- (Niderlandzki)
- (Niderlandzki)